# Olapa tavetensis
Olapa tavetensis is een vlinder uit de familie spinneruilen (Erebidae), onderfamilie donsvlinders (Lymantriinae). De wetenschappelijke naam van deze soort is voor het eerst geldig gepubliceerd in 1892 door Holland.
De soort komt voor in tropisch Afrika.